# Innsbrucker Platz
De Innsbrucker Platz is een plein in het Berlijnse stadsdeel Schöneberg en vormt de grens tussen de stadsdelen Schöneberg en Friedenau.
Op het plein kruisen de Wexstraße en de Hauptstraße (vroeger Reichsstraße 1, die later Bundesstraße 1 werd). In het oosten ligt de Anschlussstelle 17 (östlich) van de Stadtautobahn 100 en in het westen komt Anschlussstelle 17 (westlich) vanuit de Wexstraße op het plein uit. Ook het Station Innsbrucker Platz met de S-Bahnlijnen S41, S42 en S46 is hier gelegen. Onder het plein is het eindstation van de metrolijn U4: metrostation Innsbrucker Platz.
Het plein werd in 1910 aangelegd in het kader van de bouw van de Berlijnse metro. De metro eindigde toen aan het kruispunt van de Innsbrucker Straße, de Hauptstraße en de Ringbahn. In 1927 werd het plein genoemd naar de Oostenrijkse stad Innsbruck.